# Oecetis acuminata
Oecetis acuminata är en nattsländeart som beskrevs av Douglas E. Kimmins 1962. Oecetis acuminata ingår i släktet Oecetis och familjen långhornssländor. Inga underarter finns listade i Catalogue of Life.